# 莱恩·霍尔马克·杰克斯菲德
莱恩·霍尔马克·杰克斯菲德（丹麥語：Line Højmark Kjærsfeldt，1994年4月20日—），丹麦女子羽毛球運動員，主攻单项。她曾与青年期的金·阿斯特鲁普·索伦森赢得2011年欧青賽混双冠軍；其后她也曾夺得歐洲羽毛球錦標賽女单季军。在欧洲内地赛事中，亦是第一位赢得歐洲運動會女单金牌的選手，同时助丹麦队赢得蘇迪曼盃季军等。

## 簡歷

### 早年及出道
萊恩·杰克斯菲德自8歲開始接觸羽毛球運動，起初只是在出生地奥胡斯跟隨父母和朋友們玩玩，其後才開始參加比賽和接受正式訓練。
2010年4月，杰克斯菲德代表丹麦參加在墨西哥瓜達拉哈拉舉行的世界青年羽毛球錦標賽，與桑德拉-玛丽亚·延森贏得合作女雙比賽季軍。同年10月，二人首度參加成人級別的國際賽事，出戰丹麥羽毛球超級賽，最終在首圈就落敗出局。及至11月，她出战冰島國際賽，打進女子單打準决赛。
2011年3月，杰克斯菲德出战克羅地亞國際賽，她先与桑德拉-玛丽亚·延森打進女双决赛，並以2比0取勝，夺得其首个國際賽双打冠军；另外又與金·阿斯特鲁普·索伦森合作拿得混双决赛亚军。及至7月，她代表丹麦参加在芬兰万塔举办的歐洲青年羽毛球錦標賽，除了助球队赢得混合團體季军外，还分別与桑德拉-玛丽亚·延森和金·阿斯特鲁普·索伦森赢得女子双打季军和混合双打冠军。同年11月，她又在蘇格蘭國際賽，赢得女子单打亚军和混合双打冠军。
2012年，杰克斯菲德仍同時活躍於女單、女雙和混雙項目，並在三項賽事都取得不俗成績。3月份，她出战羅馬尼亞國際賽，与桑德拉-玛丽亚·延森在女双决赛以2比1（21-19、17-21、21-16）击败了赛会4号种子、保加利亚的加夫列拉·斯托伊娃/斯蒂法尼·斯托伊娃，赢得冠军；同年5月，她在丹麥國際賽，与金·阿斯特鲁普·索伦森打進混双决赛，最後拿得亚军。同年12月，她出战愛爾蘭國際賽，在女单决赛以2比1（23-21、18-21、21-18）击败了赛会头号种子、爱尔兰的克洛伊·马吉，夺得其首个國際系列賽单打冠军。
2013年3月，杰克斯菲德代表丹麦参加在土耳其安卡拉举办的歐洲青年羽毛球錦標賽，除了助球队赢得混合團體冠军外，個人還赢得女子单打比賽亚军，以亮麗的成績正式告別其青年賽的生涯。

### 2013年 開始專攻單打
在踏入成人賽生涯後，杰克斯菲德由單雙打兼項，轉為專攻單打。在2013年間，她贏得了愛沙尼亞國際賽女单冠军，又曾在克羅地亞國際賽和丹麥國際賽打進四強；並在8月首度參加在中國廣州舉行的世界羽毛球錦標賽，但在女單首圈就以1比2（21-18、8-21、9-21）負於香港的陳祉嘉出局。
隨著名將蒂内·鲍恩在年內退役，剛進國家隊的杰克斯菲德很快便成為主力女單選手，她先在2月代表丹麦参加在俄羅斯莫斯科举办的歐洲羽毛球混合團體錦標賽，助球队赢得混合團體亚军；其後又在5月進行的蘇迪曼盃，助丹麦队赢得季军。

### 2014年-2015年 欧运会女單金牌
2014年1月，萊恩·杰克斯菲德出战瑞典羽毛球大師賽，在女单决赛以1比2（22-24、21-12、10-21）不敌赛会头号种子、苏格兰名将的克里斯蒂·吉尔莫，赢得亚军。同年2月，她代表丹麦参加瑞士巴塞爾举办的歐洲女子羽毛球團體錦標賽，助球队赢得女子團體冠军。同年4月，她出战芬蘭羽毛球公開賽，在女单决赛因对方途中退赛，赢得国际赛冠军。同年8月，她參加丹麥哥本哈根舉行的世界羽毛球錦標賽，出戰女子單打項目。首圈以2-0擊敗尼日利亞選手格雷斯·加布里埃尔晉級，但在第二圈就以0比2（11-21、10-21）不敵16號種子、日本的三谷美菜津出局。同年12月，她出战愛爾蘭羽毛球公開賽，在女单决赛以0比2（21-23、13-21）不敌赛会头号种子、西班牙的比阿特丽斯·科拉莱斯，赢得亚军。
2015年2月，萊恩·杰克斯菲德代表丹麦参加比利時魯汶举办的歐洲羽毛球混合團體錦標賽，助球队赢得混合團體冠军。同年6月，她代表丹麦参加亞塞拜然巴庫举办的歐洲運動會羽毛球比賽，在女单决赛以2比1（18-21、21-19、21-9）击败了比利时的谭莲妮，赢得首届欧运会女子单打金牌。同年8月，她參加印尼雅加達舉行的世界羽毛球錦標賽，出戰女子單打項目。她在首圈以2-0擊敗愛爾蘭選手克洛伊·马吉晉級，但在第二圈就以1比2（21-11、17-21、16-21）不敵11號種子、印度的P·V·辛杜出局。同年9月，她出战比利時羽毛球國際賽，在女单準决赛以0比2（12-21、17-21）不敌赛会2号种子、苏格兰名将的克里斯蒂·吉尔莫。同期9月，她出战布拉格羽毛球公開賽，在女单準决赛以0比2（12-21、20-22）不敌赛会3号种子、苏格兰名将的克里斯蒂·吉尔莫。同年10月，她出战荷蘭羽毛球大獎賽，在女单準决赛以0比2（10-21、20-22）不敌赛会3号种子、德国的卡琳·施纳泽。同年11月，她出战蘇格蘭羽毛球大獎賽，在女单决赛以2比1（16-21、21-16、21-18）击败了赛会头号种子、苏格兰名将的克里斯蒂·吉尔莫，夺得其首个国际大獎賽单打冠军。同年12月，她出战美國羽毛球國際賽，在女单準决赛以1比2（21-17、14-21、14-21）不敌赛会头号种子、美国华裔的张蓓雯。同期12月，她出战哥本哈根羽毛球大師賽，在女单决赛以2比0（21-12、21-19）击败了印度名将的普萨拉·文卡塔·辛杜，赢得冠军。

### 2016年-2018年
2016年1月，萊恩·杰克斯菲德出战瑞典羽毛球大師賽，在女单準决赛以0比2（17-21、12-21）不敌赛会4号种子、德国的奥尔佳·科农。同年2月，她代表丹麦参加俄羅斯喀山举办的歐洲女子羽毛球團體錦標賽，助球队赢得女子團體冠军。同年4月，她代表丹麦参加法国永河畔拉罗什举办的歐洲羽毛球錦標賽，在女单準决赛以0比2（21-23、15-21）不敌赛会头号种子、两届世锦赛冠军的卡罗列娜·马琳，赢得欧锦赛季军。同年12月，她出战愛爾蘭羽毛球公開賽，在女单决赛以2比0（21-18、21-18）击败了中华台北的宋碩芸，赢得国际赛冠军。
2017年2月，萊恩·杰克斯菲德代表丹麦参加波蘭盧賓举办的歐洲羽毛球混合團體錦標賽，助球队赢得混合團體冠军。同年8月，她參加蘇格蘭格拉斯哥舉行的世界羽毛球錦標賽，出戰女子單打項目。她在首圈以2-0擊敗烏克蘭選手玛丽亚·乌利蒂娜晉級，但在第二圈就以0比2（6-21、13-21）不敵頭號種子、日本的山口茜出局。
2018年2月，萊恩·杰克斯菲德代表丹麦参加俄羅斯喀山举办的歐洲羽毛球女子團體錦標賽，助球队赢得女子團體冠军。同年4月，她代表丹麦参加西班牙韦尔瓦举办的歐洲羽毛球錦標賽，在女单準决赛以0比2（10-21、14-21）不敌赛会4号种子、俄罗斯名将的叶夫根尼娅·科泽茨卡亚，赢得欧锦赛季军。同年8月，她出战西班牙羽毛球大師賽，在女单準决赛以1比2（18-21、21-19、20-22）不敌赛会3号种子、队友的米娅·布里西费尔特。同年10月，她出战中華台北羽毛球公開賽，在女单决赛以1比2（21-17、10-21、13-21）不敌赛会头号种子、世界球后的戴資穎，赢得亚军。

## 主要比賽成績
只列出曾進入準決賽的國際賽事成績：
| 年份   | 賽事                       | 公開賽級別 | 項目     | 拍檔                     | 成績   |
| ------ | -------------------------- | ---------- | -------- | ------------------------ | ------ |
| 2010年 | 世界青年羽毛球錦標賽       | 其他       | 女子雙打 | 桑德拉-玛丽亚·延森       | 季軍   |
| 2010年 | 冰島羽毛球國際賽           | 未來系列賽 | 女子單打 | －                       | 準決賽 |
| 2011年 | 克羅地亞羽毛球國際賽       | 國際系列賽 | 女子雙打 | 桑德拉-玛丽亚·延森       | 冠軍   |
| 2011年 | 克羅地亞羽毛球國際賽       | 國際系列賽 | 混合雙打 | 金·阿斯特鲁普·索伦森     | 亞軍   |
| 2011年 | 白夜羽毛球賽               | 國際挑戰賽 | 女子雙打 | 梅蒂·波尔森              | 準決賽 |
| 2011年 | 歐洲青年羽毛球錦標賽       | 其他       | 女子雙打 | 桑德拉-玛丽亚·延森       | 準決賽 |
| 2011年 | 歐洲青年羽毛球錦標賽       | 其他       | 混合雙打 | 金·阿斯特鲁普·索伦森     | 冠軍   |
| 2011年 | 歐洲青年羽毛球錦標賽       | 其他       | 混合團體 | －                       | 準決賽 |
| 2011年 | 比利時羽毛球國際賽         | 國際挑戰賽 | 混合雙打 | 金·阿斯特鲁普·索伦森     | 準決賽 |
| 2011年 | 蘇格蘭羽毛球國際賽         | 國際挑戰賽 | 女子單打 | －                       | 亞軍   |
| 2011年 | 蘇格蘭羽毛球國際賽         | 國際挑戰賽 | 混合雙打 | 金·阿斯特鲁普·索伦森     | 冠軍   |
| 2012年 | 瑞典斯德哥爾摩羽毛球國際賽 | 國際挑戰賽 | 女子雙打 | 桑德拉-玛丽亚·延森       | 準決賽 |
| 2012年 | 瑞典斯德哥爾摩羽毛球國際賽 | 國際挑戰賽 | 混合雙打 | 金·阿斯特鲁普·索伦森     | 準決賽 |
| 2012年 | 羅馬尼亞羽毛球國際賽       | 國際系列賽 | 女子雙打 | 桑德拉-玛丽亚·延森       | 冠軍   |
| 2012年 | 丹麥羽毛球國際賽           | 國際挑戰賽 | 混合雙打 | 金·阿斯特鲁普·索伦森     | 亞軍   |
| 2012年 | 愛爾蘭羽毛球國際賽         | 國際系列賽 | 女子單打 | －                       | 冠軍   |
| 2013年 | 愛沙尼亞羽毛球國際賽       | 國際系列賽 | 女子單打 | －                       | 冠軍   |
| 2013年 | 歐洲羽毛球混合團體錦標賽   | 其他       | 混合團體 | －                       | 亞軍   |
| 2013年 | 歐洲青年羽毛球錦標賽       | 其他       | 混合團體 | －                       | 冠軍   |
| 2013年 | 歐洲青年羽毛球錦標賽       | 其他       | 女子單打 | －                       | 亞軍   |
| 2013年 | 克羅地亞羽毛球國際賽       | 國際系列賽 | 女子單打 | －                       | 準決賽 |
| 2013年 | 丹麥羽毛球國際賽           | 國際挑戰賽 | 女子單打 | －                       | 準決賽 |
| 2013年 | 蘇迪曼盃                   | 其他       | 混合團體 | －                       | 準決賽 |
| 2014年 | 瑞典羽毛球大師賽           | 國際挑戰賽 | 女子單打 | －                       | 亞軍   |
| 2014年 | 歐洲女子羽毛球團體錦標賽   | 其他       | 女子團體 | －                       | 冠軍   |
| 2014年 | 芬蘭羽毛球公開賽           | 國際挑戰賽 | 女子單打 | －                       | 冠軍   |
| 2014年 | 愛爾蘭羽毛球公開賽         | 國際挑戰賽 | 女子單打 | －                       | 亞軍   |
| 2015年 | 歐洲羽毛球混合團體錦標賽   | 其他       | 混合團體 | －                       | 冠軍   |
| 2015年 | 歐洲運動會羽毛球比賽       | 其他       | 女子單打 | －                       | 金牌   |
| 2015年 | 比利時羽毛球國際賽         | 國際挑戰賽 | 女子單打 | －                       | 準決賽 |
| 2015年 | 布拉格羽毛球公開賽         | 國際挑戰賽 | 女子單打 | －                       | 準決賽 |
| 2015年 | 荷蘭羽毛球大獎賽           | 大獎賽     | 女子單打 | －                       | 準決賽 |
| 2015年 | 蘇格蘭羽毛球大獎賽         | 大獎賽     | 女子單打 | －                       | 冠軍   |
| 2015年 | 美國羽毛球國際賽           | 國際挑戰賽 | 女子單打 | －                       | 準決賽 |
| 2015年 | 哥本哈根羽毛球大師賽       | 其他       | 女子單打 | －                       | 冠軍   |
| 2016年 | 瑞典羽毛球大師賽           | 國際挑戰賽 | 女子單打 | －                       | 準決賽 |
| 2016年 | 歐洲女子羽毛球團體錦標賽   | 其他       | 女子團體 | －                       | 冠軍   |
| 2016年 | 歐洲羽毛球錦標賽           | 其他       | 女子單打 | －                       | 季軍   |
| 2016年 | 愛爾蘭羽毛球公開賽         | 國際挑戰賽 | 女子單打 | －                       | 冠軍   |
| 2017年 | 歐洲羽毛球混合團體錦標賽   | 其他       | 混合團體 | －                       | 冠軍   |
| 2017年 | 碧特博格羽毛球黃金大獎賽   | 黃金大獎賽 | 混合雙打 | 安德斯·斯考劳普·拉斯姆森 | 亞軍   |
| 2018年 | 歐洲羽毛球女子團體錦標賽   | 其他       | 女子團體 | －                       | 冠軍   |
| 2018年 | 歐洲羽毛球錦標賽           | 其他       | 女子單打 | －                       | 季軍   |
| 2018年 | 西班牙羽毛球大師賽         | 超級300賽  | 女子單打 | －                       | 準決賽 |
| 2018年 | 中華台北羽毛球公開賽       | 超級300賽  | 女子單打 | －                       | 亞軍   |
| 2018年 | 薩洛盧羽毛球公開賽         | 超級100賽  | 女子單打 | －                       | 準決賽 |
| 2018年 | 蘇格蘭羽毛球公開賽         | 超級100賽  | 女子單打 | －                       | 亞軍   |
| 2019年 | 歐洲羽毛球混合團體錦標賽   | 其他       | 混合團體 | －                       | 冠軍   |
| 2019年 | 西班牙羽毛球大師賽         | 超級300賽  | 女子單打 | －                       | 亞軍   |
| 2019年 | 丹麥羽毛球國際賽           | 國際挑戰賽 | 女子單打 | －                       | 準決賽 |
| 2019年 | 歐洲運動會羽毛球比賽       | 其他       | 女子單打 | －                       | 銅牌   |
| 2020年 | 歐洲羽毛球男女子團體錦標賽 | 其他       | 女子團體 | －                       | 冠軍   |
| 2020年 | 薩洛盧羽毛球公開賽         | 超級100賽  | 女子單打 | －                       | 準決賽 |
| 2021年 | 歐洲羽毛球混合團體錦標賽   | 其他       | 混合團體 | －                       | 冠軍   |
| 2021年 | 愛爾蘭羽毛球公開賽         | 國際挑戰賽 | 女子單打 | －                       | 亞軍   |
| 2021年 | 蘇格蘭羽毛球公開賽         | 國際挑戰賽 | 女子單打 | －                       | 亞軍   |
| 2022年 | 奧爾良羽毛球大師賽         | 超級100賽  | 女子單打 | －                       | 準決賽 |
| 2023年 | 歐洲羽毛球混合團體錦標賽   | 其他       | 混合團體 | －                       | 冠軍   |
| 2023年 | 奧爾良羽毛球大師賽         | 超級300賽  | 女子單打 | －                       | 準決賽 |
| 2023年 | 海洛羽毛球公開賽           | 超級300賽  | 女子單打 | －                       | 亞軍   |
| 2023年 | 西德·莫迪羽毛球國際賽      | 超級300賽  | 女子單打 | －                       | 亞軍   |
| 2024年 | 歐洲羽毛球男女子團體錦標賽 | 其他       | 女子團體 | －                       | 冠軍   |
| 2024年 | 加拿大羽毛球公開賽         | 超級500賽  | 女子單打 | －                       | 亞軍   |
| 2025年 | 歐洲羽毛球混合團體錦標賽   | 其他       | 混合團體 | －                       | 冠軍   |
| 2025年 | 瑞士羽毛球公開賽           | 超級300賽  | 女子單打 | －                       | 亞軍   |
| 2025年 | 歐洲羽毛球錦標賽           | 其他       | 女子單打 | －                       | 冠軍   |

| 2007-2017年 | 首要超級賽 | 超級賽 | 黃金大獎賽 | 大獎賽 | 國際挑戰賽 | 國際系列賽 | 未來系列賽 | 其他 |

| 2018-2026年 | 總決賽 | 超級1000賽 | 超級750賽 | 超級500賽 | 超級300賽 | 超級100賽 | 國際挑戰賽 | 國際系列賽 | 未來系列賽 | 其他 |

### 奧運會和世錦賽參賽紀錄
|          | 2013 | 2014 | 2015 | 2016       | 2017 | 2018 | 2019 | 2021 | 2022 | 2023 |
| -------- | ---- | ---- | ---- | ---------- | ---- | ---- | ---- | ---- | ---- | ---- |
| 女子單打 | 64強 | 32強 | 32強 | 小組第二名 | 32強 | 64強 | 32強 | 32強 | 64強 | 32強 |

## 主要對賽紀錄
莱恩·霍尔马克·杰克斯菲德與主要對手的對賽成績如下（只列出對賽三次或以上對手，截至2022年12月19日）：

| 對手        | 對賽次數 | 對賽結果 | 對賽結果 | 總計 |
| 對手        | 對賽次數 | 勝       | 負       | 總計 |
| ----------- | -------- | -------- | -------- | ---- |
| 梅蒂·波尔森 | 4        | 3        | 1        | +2   |

| 對手                   | 對賽次數 | 對賽結果 | 對賽結果 | 總計 |
| 對手                   | 對賽次數 | 勝       | 負       | 總計 |
| ---------------------- | -------- | -------- | -------- | ---- |
| 卡罗列娜·马琳          | 11       | 1        | 10       | -9   |
| 比阿特丽斯·科拉莱斯    | 7        | 4        | 3        | +1   |
| 克里斯蒂·吉尔莫        | 10       | 3        | 7        | -4   |
| 卡琳·施纳泽            | 8        | 1        | 7        | -6   |
| 法比耶娜·德普莱兹      | 5        | 4        | 1        | +3   |
| 奥尔佳·科农            | 5        | 3        | 2        | +1   |
| 娜塔莉亚·佩米诺娃      | 6        | 5        | 1        | +4   |
| 克洛伊·马吉            | 10       | 6        | 4        | +2   |
| 张蓓雯                 | 9        | 2        | 7        | -5   |
| 莎拉·沃克              | 5        | 4        | 1        | +3   |
| 方丹·米卡·赖特         | 4        | 3        | 1        | +2   |
| 斯蒂法尼·斯托伊娃      | 5        | 4        | 1        | +3   |
| 戴尔芬·兰萨克          | 4        | 4        | 0        | +4   |
| 三谷美菜津             | 4        | 0        | 4        | -4   |
| 奥原希望               | 6        | 0        | 6        | -6   |
| 山口茜                 | 5        | 0        | 5        | -5   |
| 高橋沙也加             | 3        | 0        | 3        | -3   |
| 琳达·塞奇妮            | 4        | 2        | 2        | 0    |
| 凯特·甫·库内           | 3        | 3        | 0        | +3   |
| 卡罗利妮·霍伊姆        | 3        | 3        | 0        | +3   |
| 艾里·米凯萊            | 3        | 3        | 0        | +3   |
| 克谢尼娅·波利卡波娃    | 3        | 3        | 0        | +3   |
| 谭莲妮                 | 3        | 3        | 0        | +3   |
| 玛丽亚·乌利蒂娜        | 3        | 3        | 0        | +3   |
| 南纳·瓦尼奥            | 3        | 2        | 1        | +1   |
| 苏拉娅·德维什·艾贝尔根 | 3        | 2        | 1        | +1   |
| 金效旻                 | 3        | 0        | 3        | -3   |
| 戴資穎                 | 6        | 0        | 6        | -6   |
| 白馭珀                 | 3        | 1        | 2        | -1   |
| 江穎麗                 | 4        | 3        | 1        | +2   |
| 何冰嬌                 | 4        | 0        | 4        | -4   |
| 王仪涵                 | 3        | 0        | 3        | -3   |
| 王适娴                 | 3        | 0        | 3        | -3   |